# أناستاسيا موتاك
أناستاسيا ماكسيميفنا موتاك (الأوكرانية: Анастасія Максимівна Мотак ، من مواليد 12 نوفمبر 2004) هي لاعبة جمباز فني أوكرانية، هي البطلة الوطنية الأوكرانية لعام 2020 وكانت عضوًا في الفريق الحائز على الميدالية الذهبية في بطولة الجمباز الفني الأوروبية للسيدات 2020.والميدالية الذهبية في الفردي والشامل وفي حدث منصة القفز في حدث الاختبار الدولي للألعاب الأوروبية 2019 في مينسك، بيلاروسيا. 

## روابط خارجية
- أناستاسيا موتاك في الاتحاد الدولي للجمباز